# Andrew Robinson (actor)
Andrew Jordt Robinson (bnascut el 14 de febrer de 1942) és un actor estatunidenc i exdirector del programa d'interpretació Màster en Belles Arts de la Universitat del Sud de Califòrnia.
Originalment actor de teatre, treballa principalment en papers secundaris a la televisió i en pel·lícules de baix pressupost. És conegut per les seves interpretacions de l'assassí en sèrie psicòpata Scorpio a Harry el Brut (1971), Larry Cotton a la pel·lícula de terror Hellraiser (1987) i Elim Garak a la sèrie de televisió Star Trek: Deep Space Nine (1993–1999). Ell i la seva dona Irene tenen una filla, l'actriu Rachel Robinson, que va aparèixer a l'episodi de Deep Space Nine "The Visitor".

## Primers anys
Robinson va néixer a la ciutat de Nova York. El seu segon nom, Jordt, li van donar en honor al seu avi, tot i que no va començar a utilitzar-lo en els seus crèdits professionals fins a l'episodi de 1996 de Deep Space Nine, "Body Parts". El seu pare va ser soldat a la Segona Guerra Mundial i va morir quan Robinson tenia tres anys. Després de la seva mort, ell i la seva mare es van mudar a Hartford (Connecticut), on es va criar amb la família d'ella. Durant la seva infància, Robinson es va convertir en un delinqüent juvenil i finalment va ser enviat a l'St. Andrew's School, un internat a Rhode Island.
Després de graduar-se de l'institut, Robinson va estudiar a la Universitat de Nova Hampshire. Després de fer piquets pel programa Reserve Officers' Training Corps (ROTC) de l'escola, la universitat li va retenir el títol, així que es va transferir a The New School for Social Research a la ciutat de Nova York i es va graduar amb una Bachelor of Arts en anglès. Originalment tenia la intenció de convertir-se en periodista, però va començar a actuar després d'obtenir una beca Fulbright. Després de graduar-se, va anar a la Acadèmia de Música i Art Dramàtic de Londres amb la beca.

## Carrera
Els primers papers professionals de Robinson van ser com a actor de teatre i dramaturg a Nova York. El seu primer paper a Nova York va ser a l'obra MacBird!. Va aparèixer en produccions a Amèrica del Nord i Europa, com ara Woyzeck, Futz, "The Young Master Dante" de Werner Liepolt i The Cannibals. El 1969, va tenir el seu primer paper televisiu amb un paper convidat a N.Y.P.D. als 26 anys. El 1971, va començar a actuar en llargmetratges.

### Harry el Bruti encasellament
El primer paper cinematogràfic de Robinson va ser a Harry el Brut de 1971. Don Siegel, el director de la pel·lícula, i Clint Eastwood van escollir Robinson per al paper després de veure'l en una producció de L'idiota de Fiódor Dostoievski. Robinson va ser escollit com l'assassí de l'Escorpí, l'antagonista de la pel·lícula. L'assassí de l'Escorpí es basava en gran part en l'assassí del zodíac de la vida real contemporània, i Robinson va integrar molts aspectes coneguts de la personalitat d'aquest assassí en sèrie en la seva actuació, com ara un sentit de l'humor alterat i una inclinació sàdica a burlar-se dels seus perseguidors. A la pel·lícula, el seu personatge assassina una dona jove, un nen de 10 anys, una adolescent i un agent de policia i pren com a ostatges un autobús escolar ple de nens petits. La seva interpretació va ser tan convincent que va rebre amenaces de mort després de l'estrena de la pel·lícula. El director Don Siegel va assenyalar que va escollir Robinson perquè tenia la cara d'"un noi de cor".
Les reaccions crítiques a Robinson van ser generalment positives. Box Office Magazine va escriure: "Andy Robinson és l'Escorpí maníac... una bona barreja d'astúcia i salvatgia." El seu paper com a Escorpí li va donar una àmplia exposició, però Robinson també es va trobar encasellat com a personatges "psicòpates". Va afirmar que el paper limitava greument les seves opcions de càsting, ja que els productors de cinema eren reticents a contractar-lo per a cap paper de "bon noi". Alguns dels seus papers de "psicòpata" notables inclouen un barber militar dement i desafortunat a Child's Play 3 (1991) i el personatge de Frank Cotton (en la pell de Larry Cotton, el veritable personatge de Robinson personatge) a la pel·lícula de terror Hellraiser (1987), en què Robinson va tenir el seu primer paper principal en un llargmetratge.

### Cinema i televisió, 1971–1992
Robinson va protagonitzar Charley Varrick, una pel·lícula de 1973 protagonitzada per Walter Matthau i dirigida per Don Siegel. Robinson va interpretar Frank Ryan al fulletó Ryan's Hope del 1976 al 1978, per la qual va rebre una nominació als Daytime Emmy. Robinson ha tingut molts papers puntuals i recurrents en una àmplia varietat de programes de televisió, inclosa la minisèrie Once an Eagle. La seva filmografia inclou papers com a convidat a Bonanza, Marcus Welby, M.D., Kung Fu, Ironside, The Rookies, S.W.A.T., The Streets of San Francisco, Kojak, The Incredible Hulk, CHiPs, Mrs. Columbo, Barnaby Jones, Vega$, Falcon Crest, The Greatest American Hero, The Dukes of Hazzard, Hart to Hart, The A-Team, Matt Houston, Moonlighting, L.A. Law, Matlock, Law & Order, Walker, Texas Ranger, S'ha escrit un crim, The X-Files, The Practice, i Without a Trace.
Va conèixer la seva dona Irene després d'acabar una producció de "Springvoices" i es van casar el 1970. Té dos fillastres del matrimoni anterior de la seva dona i una filla anomenada Rachel, que també es va convertir en actriu.
El 1975 va coprotagonitzar el paper del xofer sòrdid i desafortunat al drama detectivesc Amb l'aigua al coll, protagonitzada per Paul Newman.
El 1978, Robinson va deixar la interpretació a temps complet durant cinc anys i es va concentrar en criar la seva família a la petita comunitat muntanyosa d'Idyllwild-Pine Cove, situada a uns 240 kilòmetres de Los Angeles. Durant aquell temps va ensenyar teatre comunitari per a estudiants de secundària i batxillerat i també va treballar com a fuster per obtenir un sou regular. Va tornar a la interpretació a temps complet a mitjans dels anys vuitanta.
El 1986, va interpretar el president John F. Kennedy en un episodi de la versió dels anys vuitanta de La Dimensió Desconeguda, "Profile in Silver". El 1988 va interpretar Liberace en una biopic televisiva. Robinson l'havia descrit com un dels seus papers preferits i que "El més divertit era portar les seves pells i joies i cantar 'I'll be Seeing You'".El crític de The New York Times el crític va assenyalar que "Robinson ho fa força bé en el paper principal." Va tornar als escenaris el 1993 amb una producció de Broadway de Any Given Day de Frank Gilroy, però l'obra es va tancar després de només sis setmanes.

### Star Trek: Deep Space Nine
El 1993, Robinson va ser escollit per al seu primer paper televisiu regular des de Ryan's Hope el 1978. Va interpretar Elim Garak a Star Trek: Deep Space Nine, un sastre cardassià i un exagent de l’Orde d'Obsidiana. El personatge estava pensat per ser un enigmàtic i fosc còmic floret per al personatge de Julian Bashir (interpretat per Alexander Siddig), i els dos sovint apareixien aparellats a la pantalla. Abans de ser escollit per al paper, Robinson coneixia poc la franquícia "Star Trek" i no havia vist mai cap episodi de cap de les sèries de televisió.
A Robinson li van oferir el paper de Garak després que originalment fes l'audició per al paper d'Odo, que finalment va ser per a René Auberjonois. Gairebé no va acceptar el paper, però era pressionat per motius econòmics.

### Altres treballs
Després de treballar a Deep Space Nine durant diversos anys, Robinson va començar una carrera en la direcció de televisió, començant amb l'episodi de 1996 "Looking for par'Mach in All the Wrong Places". Va dirigir dos episodis de Star Trek: Voyager i set episodis del drama judicial Judging Amy, en què apareixia la seva filla real, Rachel Robinson.
L'any 2000, va escriure la novel·la A Stitch in Time, basada en el seu personatge a Deep Space Nine. Robinson ha declarat que una de les raons per les quals va escriure la novel·la va ser aconseguir un "tancament total" del personatge. Va protagonitzar al costat del coprotagonista de DS9 Michael Dorn en un episodi de Martial Law.
El 1993, Robinson va ser membre fundador de The Matrix Theatre Company a Los Angeles.
El 2024, Robinson va tornar al seu paper d'Elim Garak a Star Trek: Lower Decks.

## Filmografia

### Cinema
| Any  | Pel·lícula                    | Paper                       | Notes                 |
| ---- | ----------------------------- | --------------------------- | --------------------- |
| 1971 | Harry el Brut                 | The Scorpio Killer          | (com a Andy Robinson) |
| 1973 | Charley Varrick               | Harman Sullivan             |                       |
| 1975 | Amb l'aigua al coll           | Pat Reavis                  |                       |
| 1975 | A Woman for All Men           | Steve McCoy                 |                       |
| 1975 | Mackintosh and T.J.           | Coley                       |                       |
| 1985 | Mask                          | Dr. Vinton                  |                       |
| 1986 | Cobra                         | Detectiu Monte              |                       |
| 1987 | Hellraiser                    | Larry Cotton / Frank Cotton |                       |
| 1987 | The Verne Miller Story        | Charles "Pretty Boy" Floyd  |                       |
| 1988 | Dispara a matar               | Harvey                      |                       |
| 1990 | Fatal Charm                   | Xeriff Harry Childs         |                       |
| 1991 | Child's Play 3                | Sergeant Botnick            |                       |
| 1991 | Prime Target                  | Commissioner                |                       |
| 1992 | Trancers III                  | Colonel Daddy Muthuh        |                       |
| 1994 | Pumpkinhead II: Blood Wings   | Sheriff Sean Braddock       |                       |
| 1994 | There Goes My Baby            | Frank                       |                       |
| 1994 | The Puppet Masters            | Hawthorne                   |                       |
| 1998 | Running Woman                 | Captain Don Gibbs           |                       |
| 1998 | Archibald the Rainbow Painter | The Super Super             |                       |
| 2003 | The Making of Daniel Boone    | Timothy Flint               |                       |
| 2004 | Homeland Security             | Senator                     |                       |
| 2005 | A Question of Loyalty         | Dr. Albert Krentz           | Short                 |

### Televisió
| Any        | Sèrie                          | Paper                 | Notes                                                 |
| ---------- | ------------------------------ | --------------------- | ----------------------------------------------------- |
| 1972       | Bonanza                        | John Harper           | Episodi: "Forever" (com a Andy Robinson)              |
| 1972       | The Rookies                    | Lee Borden            | Episodi: "To Taste of Terror" (com a Andy Robinson)   |
| 1972       | The Catcher                    | Andy Hendricks        | Telefilm: NBC World Premiere Movie                    |
| 1974       | Marcus Welby, M.D.             | Chris Bakewell        | Episodi: "Each Day a Miracle"                         |
| 1974       | Ironside                       | David Cutter          | Episodi: "Come Eleven, Come Twelve"                   |
| 1974       | Kung Fu                        | Johnny Walker         | Episodi: "Crossties"                                  |
| 1974       | The Family Kovack              | Butch Kovack          | Telefilm                                              |
| 1975       | Kojak                          | Leon                  | Episodi: "I Want To Report a Dream"                   |
| 1975, 1977 | The Streets of San Francisco   | Archie Kimbro         | Episodi: "Spooks for Sale" & "The Cannibals"          |
| 1975, 1977 | The Streets of San Francisco   | Ron Maguire           | Episodi: "The Cannibals"                              |
| 1976       | S.W.A.T.                       | Edward Stillman       | Episodi: "Any Second Now"                             |
| 1976       | Once an Eagle                  | Reb Rayburne          | Minisèrie                                             |
| 1976–1978  | Ryan's Hope                    | Frank Ryan #2         | Nominat als Premis Daytime Emmy                       |
| 1976–1980  | Barnaby Jones                  | Diversos personatges  | Recurrent                                             |
| 1978       | The Incredible Hulk            | Dr. Stan Rhodes       | Episodi: "Life and Death"                             |
| 1978       | The Eddie Capra Mysteries      | Greg Chandler         | Episodi: "Murder on the Flip Side"                    |
| 1979       | From Here to Eternity          | Sergent Maylon Stark  | Minisèrie                                             |
| 1979       | Chips                          | Bill Clayton          | Episodi: "Hot Wheels"                                 |
| 1980       | Vega$                          | Derek Razzio          | Recurring                                             |
| 1980       | The Dukes of Hazzard           | Billy Joe Billings    |                                                       |
| 1980–1983  | Hart to Hart                   | Mike                  | Temporada 2 Episodi 3 & Temporada 4 Episodi 12        |
| 1983       | The A-Team                     | Jackson               | Episodi: "The Beast from the Belly of a Boeing"       |
| 1983       | The A-Team                     | Deputy Rance          | Episodi: "The White Ballot"                           |
| 1985       | Not My Kid                     | Dr. Royce             | Telefilm                                              |
| 1985       | The Atlanta Child Murders      | Jack Mallard          | Minisèrie                                             |
| 1985       | Cagney & Lacey                 | Frank Kelly           | Episodi: "Filial Duty"                                |
| 1986–1987  | La Dimensió Desconeguda        | John F. Kennedy       | Episodi: "Profile in Silver"                          |
| 1986–1987  | La Dimensió Desconeguda        | Mr. Williams          | Episodi: "Private Channel"                            |
| 1988       | Liberace                       | Liberace              | Telefilm                                              |
| 1989       | Moonlighting                   | Leslie Hunziger       | Episodi: "Plastic Fantastic Lovers"                   |
| 1990–1991  | Matlock                        | Stanley Hayden        | Episodi: "The Broker"                                 |
| 1990–1991  | Matlock                        | Frank Hayes           | Episodi: "The Defense"                                |
| 1991       | Rock Hudson                    | Henry Willson         | Telefilm                                              |
| 1992       | Law & Order                    | Phillip Mariietta     | Episodi: "Consultation"                               |
| 1993       | Walker, Texas Ranger           | Congressista Leo Cabe | Episodi: "A Shadow in the Night"                      |
| 1993–1994  | S'ha escrit un crim            | Ambrosse              | Episodi:"A Killing in Cork"                           |
| 1993–1994  | S'ha escrit un crim            | James Harris          | Episodi: "An Egg to Die For"                          |
| 1993–1999  | Star Trek: Deep Space Nine     | Garak                 | 37 episodis                                           |
| 1994       | M.A.N.T.I.S.                   | Solomon Box           | Recurrent                                             |
| 1994       | Wings                          | Michael Foster        | Episodi: "The Person Formerly Known as Lowell Mather" |
| 1996       | Days of Our Lives              | Yuri                  |                                                       |
| 1997–1998  | Star Trek: Voyager             | –                     | Va dirigir dos episodis                               |
| 1999       | The X-Files                    | Dr. Ian Detweiler     | Episodi: "Alpha"                                      |
| 1999–2004  | JAG                            | Almirall Thomas Kly   | Recurrent                                             |
| 1999–2005  | Judging Amy                    | Daniel McGill         | Va dirigir set episodis                               |
| 2002       | Presidio Med                   | Jesse                 | Recurrent                                             |
| 2004       | Without a Trace                | Carl Monroe           | Episodi: "Upstairs Downstairs"                        |
| 2004       | The Practice                   | Edmond Solomon        | Episodi: "The Firm"                                   |
| 2016       | The Metropolitan Opera HD Live | Three Masks           | Episodi: "Puccini: Turandot"                          |
| 2021       | Dota: Dragon's Blood           | Indrak                | Episodi: "The Fire Sermon"                            |
| 2024       | Star Trek: Lower Decks         | Alternate Garak       | Episodi: "Fissure Quest"                              |
| 2026       | Spider-Noir                    | A anunciar            | Post-producció                                        |